# 27-es számú Országos Kéktúra szakasz
A 27-es számú Országos Kéktúra szakasz 44,9 km hosszúságú, a Zempléni-hegységen halad át Sátoraljaújhely és Hollóháza között.
| jelzés | azonosító | útvonal | hossz km | infók |
| ------ | --------- | --- | -------- | ----- |
|        | OKT-271   | (Sátoraljaújhely) Nagy-Nyugodó - Som-hegy - Mocsári-rét - Nagy-Hallgató-nyereg, Cseréptó - Vágáshuta                                                            | 10,7     |       |
|        | OKT-272   | Vágáshuta - Aranyoska - Hosszú-patak - Margit-kút - Hollós-völgy - Nagyhuta                                                                                     | 5,5      |       |
|        | OKT-273   | Nagyhuta - Kishuta - Kishuta vm. - Szuha-völgy - Bózsvai-szikla - Bózsva                                                                                        | 6,0      |       |
|        | OKT-274   | Bózsva - Kisbózsva - Nyíri-patak - Alsó-rét - régi vasút - volt Füzérkomlós vá. - Füzérkomlós - Komlósi-völgy - Szőlők-alja - Füzér                             | 9,2      |       |
|        | OKT-275   | Füzér - Füzéri-vár - Párkány-rét - Senyánszki-rét - Csata-réti erdészház - Nyársasok - Kis-Milic - Nagy-Milic - Hajagos - Nyerges-hegy - Bodó-rét (Lászlótanya) | 9,1      |       |
|        | OKT-276   | Bodó-rét (Lászlótanya) - Kelemen-bérc - Dög-rét - Sarjános-rét - Hollóháza, Kéktúra emlékmű                                                                     | 4,4      |       |

Változások:
A Magyar Természetjáró Szövetség 2015-ben módosította az Országos Kéktúra 27. szakaszát, és áthelyezte a Sátoraljaújhely felőli végpontját a korábbi Bányi-nyereg nevű ellenőrzőpontról a városhoz 3 kilométerrel közelebb fekvő Nagy-nyugodó nevű ellenőrzési pontra. A Bányi-nyereg bélyegzője még sokáig elérhető maradt eredeti helyén, a Lőtér utcai Vöröskő Vendégház kerítésének egyik faoszlopán, azonban 2017-ben a pecsétdoboz végleg leszerelésre került.
Az Országos Kéktúra 2015-ös módosulásával, a Nagy-nyugodó bélyegzőhely kialakításával okafogyottá vált az egyébként helyileg sem ott lévő Bányi-nyereg bélyegző, ezért 2017. május 10-én leszerelésre került. A jelenlegi és korábbi igazolófüzetekbe a Bányi-nyereg bélyegzőhelyére a Nagy-nyugodó bélyegző használatát kérjük.
OKT = Országos Kéktúra

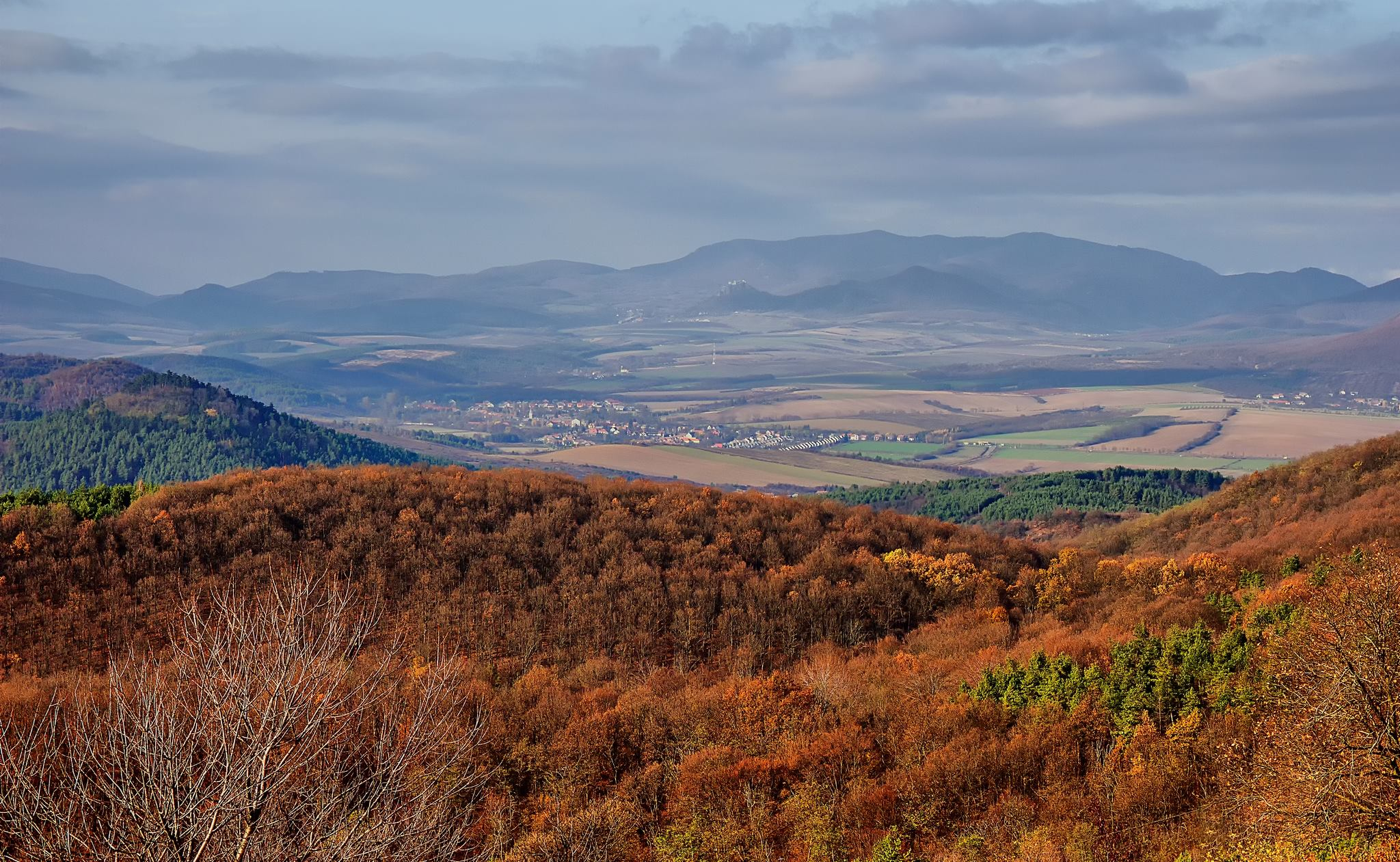
Pálháza és a füzéri vár a távolból
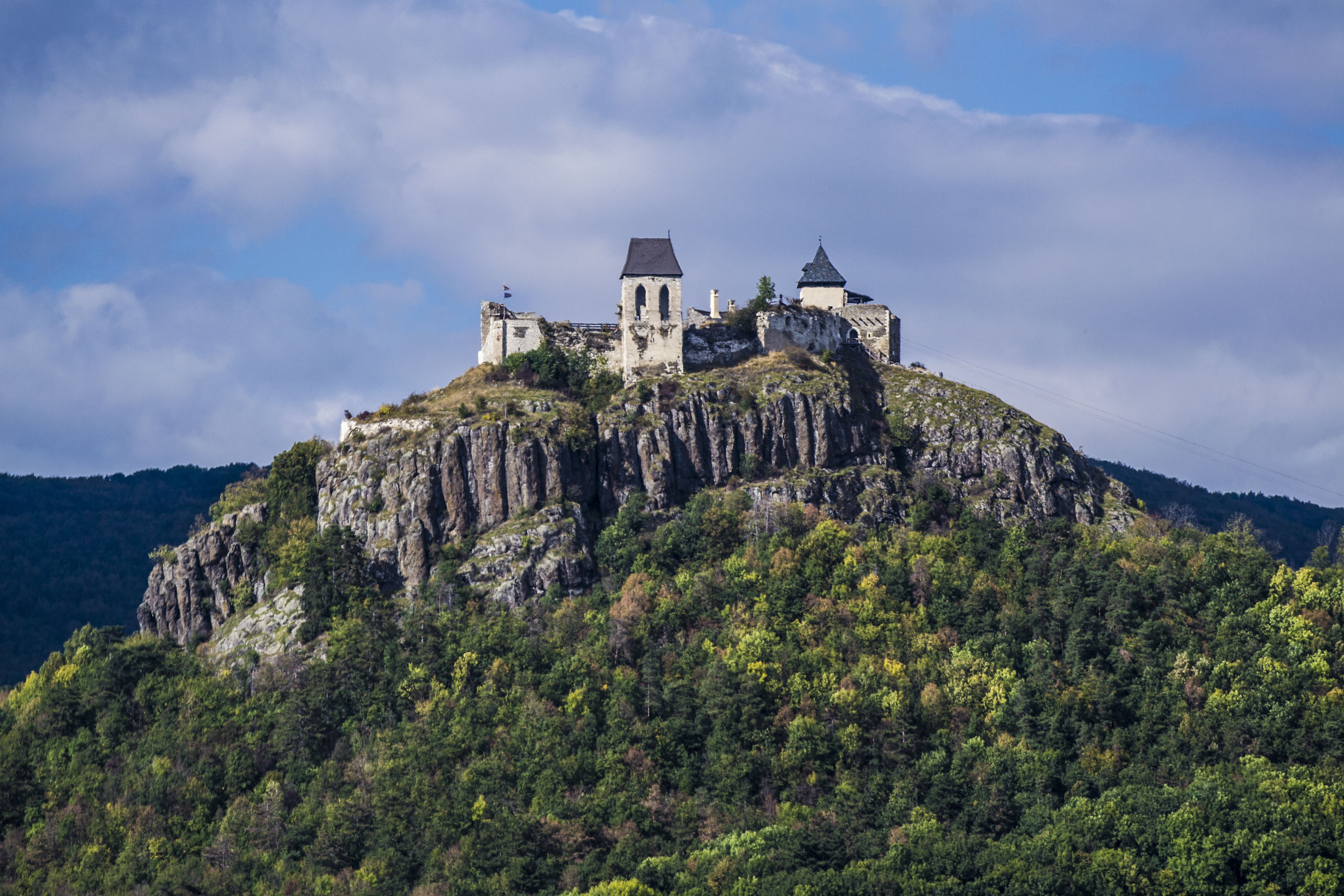
A füzéri vár
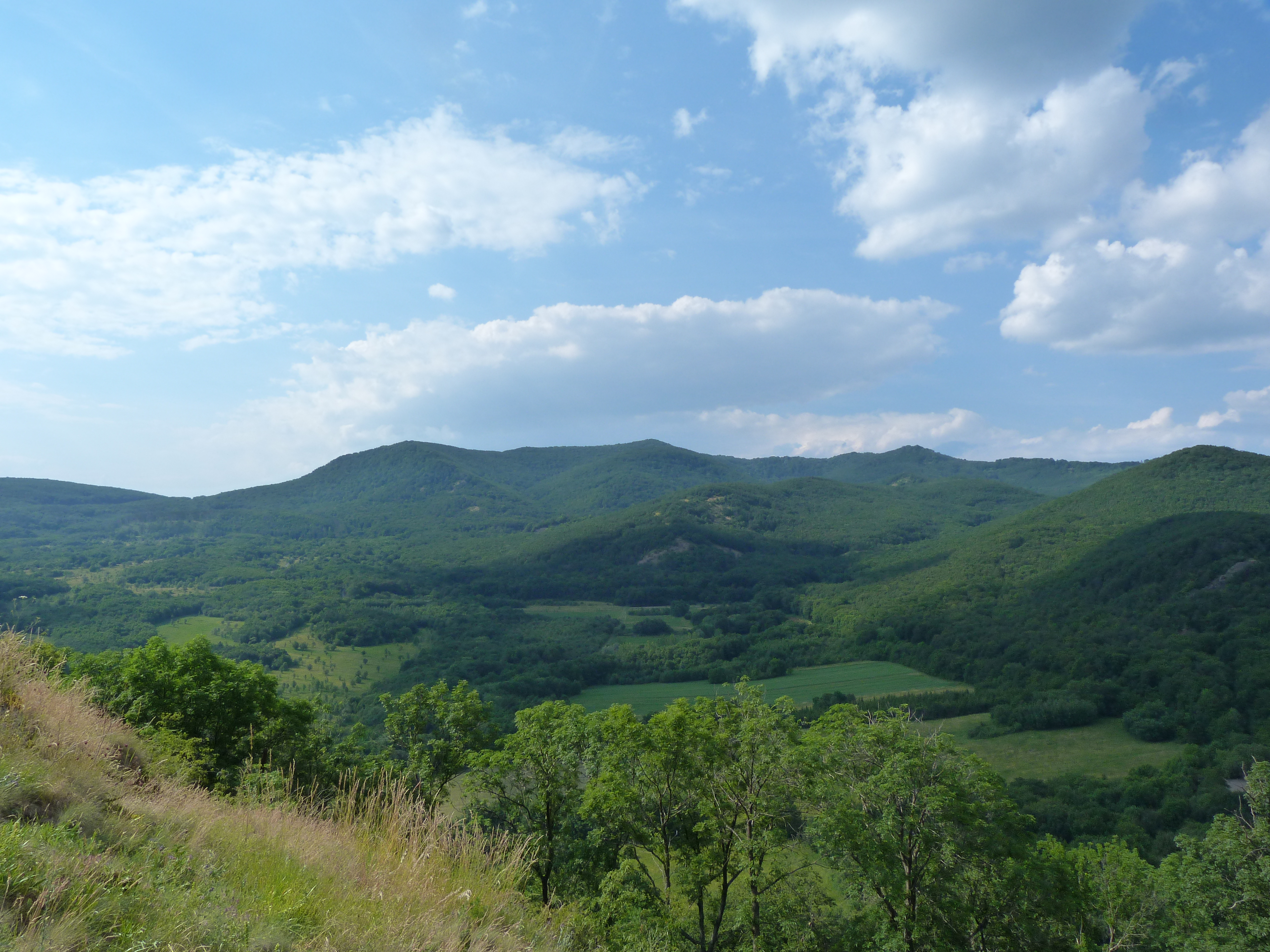
A Nagy-Milic a füzéri várból
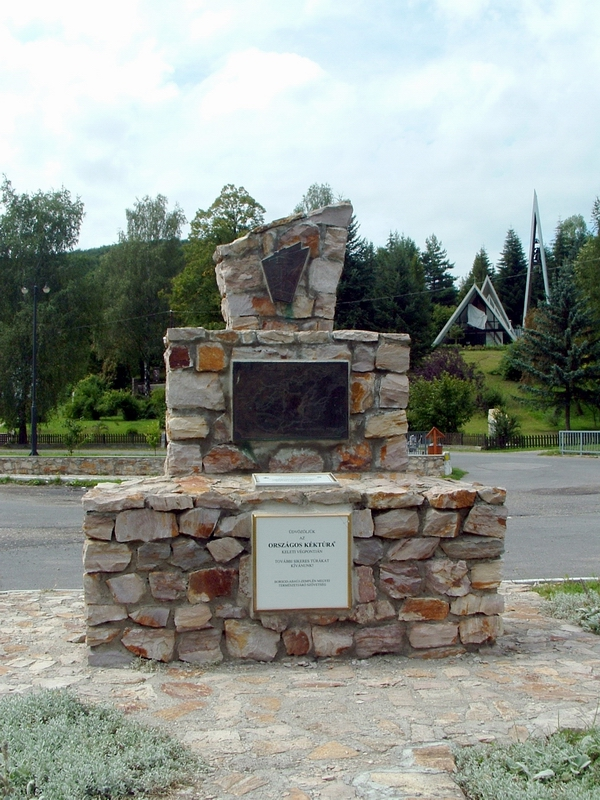
A Kéktúra végpontja Hollóházán